# Тантал (резиденция)
«Тантал» — одна из резиденций президента Российской Федерации на берегу реки Волги близ посёлка Чардым, в 40 км от Саратова. Занимает территорию бывшего профилактория саратовского оборонного завода «Тантал». По желанию президента Б. Ельцина коттеджи, рестораны и теннисные корты «Тантала» были полностью реконструированы. Реконструкция резиденции «Тантал» закончилась в 1998 году.
Главное здание комплекса — трехэтажный особняк включает столовую на 30 персон с каминным залом, бильярдную, зимний сад и бассейн. Кроме этого, в данном здании есть ряд спален и три номера класса «люкс».. Интерьер здания дополняют немецкие люстры и итальянская мебель. В нескольких шагах от зимнего сада расположена сауна «в скандинавском стиле». В сауне есть две парилки, обложенные финской морёной сосной. Территорию базы дополняет вертолётная площадка и охотничий домик.